# Gymnogramma lherminieri
Gymnogramma lherminieri là một loài dương xỉ trong họ Pteridaceae. Loài này được Bory, Kze. mô tả khoa học đầu tiên năm 1850.
Danh pháp khoa học của loài này chưa được làm sáng tỏ. 